# Devarodes imitata
Devarodes imitata là một loài bướm đêm trong họ Geometridae.